# La Régente de Carthage : Main basse sur la Tunisie
La Régente de Carthage : Main basse sur la Tunisie est un livre de Nicolas Beau et de Catherine Graciet publié aux éditions La Découverte en 2009.

## Présentation
Le livre retrace le parcours de Leïla Ben Ali, épouse de Zine el-Abidine Ben Ali, et son rôle dans la gestion de la Tunisie.
Avant même sa sortie, Leïla Trabelsi demande son interdiction auprès du tribunal de grande instance de Paris, accusant l'ouvrage de comporter « des passages diffamatoires et d'autres injurieux ». Étant incapable de mentionner dans son assignation « les textes de loi applicables à la poursuite », elle est déboutée et condamnée à verser 1 500 euros à la maison d'édition. Le livre est interdit en Tunisie, où il circule quand même sous le manteau.
Cet essai présente Leïla Ben Ali et son entourage familial. Selon les auteurs, Leïla Trabelsi a installé les membres de « son clan » à des postes importants du régime. Belhassen Trabelsi, son frère, achète à bas prix des terrains non constructibles car classés au patrimoine historique puis, une fois déclarés constructibles, les revend avec un bénéfice conséquent. Imed, son neveu, est soupçonné d'être le détenteur d'un yacht volé dans le port de Bonifacio. Son gendre Mohamed Sakhr El Materi, époux de Nesrine, fille du couple Ben Ali, est un homme d'affaires qui vient d'acquérir le dernier groupe de presse indépendant de Tunisie.
Leïla Ben Ali est à l'origine de l'École internationale de Carthage, ouverte grâce au soutien de l'État tunisien : « le terrain lui a été offert gracieusement, la construction a donné lieu à une pluie de subventions, les enseignants y sont payés par le ministère ». L'école concurrente est obligée de fermer après moult tracasseries juridiques.

## Révolution tunisienne
On reparle du livre en 2011 à l'occasion de la révolution tunisienne. Deux ans après sa sortie, il est cité comme une source incontournable pour comprendre les évènements qui ont amené la chute du clan Ben Ali,.

## Publication
- « La Régente de Carthage », sur La Découverte.